# 南京朝天宫
朝天宫位于中国江苏省南京市秦淮区，原南京城水西门内冶山。是江南规模最大、保存最为完好的明清官式古建筑群，现为南京市博物馆所在。南京本地的文史专家:27和民众常以冶山道院与朝天宫互称。朝天宫景区亦是国家4A级旅游景区。
明朝初期修建的朝天宫为道教宫观，兼为全国道教管理机构所在:27—28。清朝早期仍为道教宫观。朝天宫毁于太平天国战乱期间。现存朝天宫古建筑群为战乱以后的清同治五年至九年（1866年－1870年）间在清前期原址上改建而成，从原来的道教建筑变成了儒家的江宁府文庙和江宁府学。

## 历史
- 春秋战国时期，吴王夫差筑冶城，冶城的历史真实性有争论。
- 晋建冶城寺。
- 南朝刘宋泰始六年（470年），为總明觀太學所在地[2]。
- 唐设太极观[2]。
- 唐后五代时期建紫极宫。
- 宋改名祥符宫、天庆观。
- 元改额玄妙观、永寿宫。
- 明洪武十七年（1384年）重建，赐名朝天宫，设道录司于内。朝天宫兼有道教宫观与全国道教管理机构的双重身份[1]:27—28。
- 洪武二十八年（1395年），重建朝天宫完成。成为明朝初期朝廷举行盛典前练习礼仪的场所，也是官僚子弟袭封和文武官员学习朝见天子的地方。有皇家宗教、习仪、官署三大功能。上次重修建筑格局基本成型。主轴建筑主要集中于山南，包括三清正殿，威灵、景德、显化、宝藏傍殿等重要的殿阁[1]:27—28。
- 太平天国时期，建筑被毁。留存建筑成为太平天国政权制造和储存火药的“红粉衙”[2]。
- 太平天国战争后期的同治三年（1864年）天京保卫战结束，湘军攻占南京城。朝天宫仅存门堂、飞云阁、水府行宫数十间[1]:27—32。
- 同治五年至九年（1866年－1870年）间，在清前期原址上改建而成。江宁府学称于此处。在今日鸡鸣寺附近的南京市政府一带的原来的江宁府学旧址则改为武庙，民国时期改为考试院。
- 同治年间两次改建后，冶山后山是道教宫观所在。晚清时出现治山道院一名。冶山道院为朝天宫下院。学宫奉祀官徐悟禅任内侵占冶山道院建筑[1]:27—32。
- 民国年间，冶山道院的土地持续被贩卖、侵夺和挤占，已成为贫民区。1965年，南京市建邺区政府重点改造冶山道院的棚户房[1]:27—32。

## 朝天宫建筑群
朝天宫建筑群现设南京市博物馆。建筑群中路为文庙，东侧为江宁府学遗址，西侧原为卞公祠。此外有卞公墓、忠节坊等。现设有卞壸墓碣文物保护碑。
2000年代，江宁府学遗址北部、冶山所在设为六朝公园（或称六朝文化公园），有冶心亭、沁心楼、竹林七贤、曲水流觞等景点，以及明代御窑，清代铜水闸、铁炮等文物。2001年在山顶建成仿六朝风格的全木质建筑的冶城阁。或曾对外出租使用。2005年，冶城阁出现建筑质量问题。2006年10月下旬，关闭维修。2000年，六朝公园划归南京市博物馆。六朝公园原为免费开放公园，2010年时，成为收费公园。
朝天宫街区内插建的建筑以江南小式建筑风格为造型主体，融入六朝时期的建筑元素。
朝天宫内有江宁府学铜镛钟。

### 图片
- 万仞宫墙
- 石狮子
- 道貫古今
- 棂星门
- 孔子像、大成门
- 大成殿
- 崇圣殿
- 敬一亭
- 朝天宫古镇，包括江宁府学铜镛钟

- 全国重点文物保护单位标示牌
- 南京市博物馆展区入口
- 江宁府学旧址，现为江苏省昆剧院所在。

## 传统礼仪表演
朝贺天子礼仪表演按照明朝的程式编排，共有6场11项程序，即驾幸、进表、传制、进见、乐舞升平、还宫。

## 民間傳說
傳言，明朝開國皇帝明太祖並非葬於歷史學家認為的紫金山明孝陵，而是葬於南京朝天宮的地下。

## 交通

### 公共汽车
| 莫愁路·朝天宫 | 莫愁路·朝天宫 | 莫愁路·朝天宫 | 莫愁路·朝天宫 | 莫愁路·朝天宫 |
| 编号          | 路线          | 路线          | 路线          | 备注          |
| ------------- | ------------- | ------------- | ------------- | ------------- |
| Y4            | 银城东苑      | ⇆             | 大桥南路总站  | 原 804        |
| 4             | 银城东苑      | ⇆             | 新街口西      |               |
| 48            | 奥体新城      | ⇆             | 白马公园      |               |
| 83            | 新模范马路东  | ⇆             | 白鹭花园      |               |

| 王府大街·朝天宫 | 王府大街·朝天宫   | 王府大街·朝天宫 | 王府大街·朝天宫  | 王府大街·朝天宫 |
| 编号            | 路线              | 路线            | 路线             | 备注            |
| --------------- | ----------------- | --------------- | ---------------- | --------------- |
| 43              | 双桥门东          | ⇆               | 龙江新城市广场南 |                 |
| 302             | 古平岗            | ⇆               | 中华门城堡       |                 |
| 306             | 楠溪江东街        | →               | 银城东苑         |                 |
| 306             | 黄山路·楠溪江东街 | ←               | 银城东苑         |                 |

### 地铁（建设中）
南京地铁5号线朝天宫站建设中